# 4428-as mellékút (Magyarország)
A 4428-as számú mellékút egy bő 23 kilométer hosszú, négy számjegyű országos közút Békés vármegyében; Orosházát köti össze Mezőkovácsházával.

## Nyomvonala
Orosháza belterületének délkeleti peremvidékén ágazik ki az ott nagyjából kelet-nyugati irányban húzódó 4429-es útból,  annak 43,550-es kilométerszelvényénél. Délkelet felé indul, és alig 400 méter után a város utolsó házait is maga mögött hagyja. Majdnem pontosan a 3. kilométerénél éri el Kardoskút északi határszélét, innen a határvonalat követve húzódik tovább.
A 8,750-es kilométerszelvényénél elhalad Orosháza, Kardoskút, Pusztaföldvár és Tótkomlós négyes határpontja mellett, illetve ugyanott egy kereszteződése is van. Az északkelet felől érkező keresztút a 4452-es útszámozást viseli, és itt ér véget Pusztaföldvárról indulva, 6,5 kilométer után, folytatása délnyugati irányban alsóbbrendű, önkormányzati útként vezet Kardoskút központja felé.
Tótkomlós és Pusztaföldvár határvonalát kíséri a következő, csaknem 4,5 kilométernyi szakaszon, mindkettő lakott területeitől több kilométeres távolságra. Közben, 10,2 kilométer után kiágazik belőle egy alsóbbrendű út délnyugat felé: ez a Tótkomlós területébe enklávéként beékelődő Pusztaszőlősre vezet, amely közigazgatásilag Kaszaperhez tartozik, bár több kilométernyi távolságra esik tőle.
13,2 kilométer után elhalad Tótkomlós, Pusztaföldvár és Kaszaper hármashatára mellett, innét ez utóbbi területén folytatódik. Mintegy fél kilométerrel arrébb éri el a belterület nyugati szélét, ott egy rövid szakaszon az Orosházi utca nevet viseli, majd egy körforgalomba ér, ahol keresztezi a Békéscsaba-Makó közti 4432-es utat annak 35,200-as kilométerszelvényénél; a folytatásban már az Árpád utca nevet viseli. Nagyjából 15,3 kilométer teljesítésénél jár, amikor elhagyja Kaszaper legdélebbi házait.
A 17. kilométerénél eléri Nagybánhegyes nyugati határszélét, de a településnek csak a határvonalát követi, lakott területeitől több kilométerre délre húzódva. 18,3 kilométer után beletorkollik a 4441-es út, Nagybánhegyes központja felől, a 19,350-es kilométerszelvényénél pedig elhagyja Kaszaper határát, onnan egy darabon Mezőkovácsháza és Nagybánhegyes határvonalán húzódik, néhány száz méterrel arrébb pedig teljesen a város területére lép.
21,5 kilométer után éri el a városközponttól nyugatra fekvő Reformátuskovácsháza nyugati szélét, onnét Orosházi út néven húzódik a városrész déli peremén. Bő egy kilométert követően keresztezi a Békéscsaba–Kétegyháza–Mezőhegyes–Újszeged-vasútvonalat, majd kiágazik belőle északkelet felé a 44 333-as számú mellékút a vasút Mezőkovácsháza vasútállomására. Ezt követően délnek fordul és a Vásárhelyi Sándor utca nevet veszi fel, így ér véget, beletorkollva a 4434-es út 41,400-as kilométerszelvényénél lévő körforgalomba. Ugyanebből a körforgalomból indul ki délkelet felé, így a 4428-as út egyenes folytatásának is tekinthető, Battonyára vezető 4443-as út.
Teljes hossza, az országos közutak térképes nyilvántartását szolgáló kira.gov.hu adatbázisa szerint 23,232 kilométer.

## Települések az út mentén
- Orosháza
- (Kardoskút)
- (Pusztaföldvár)
- (Tótkomlós)
- Kaszaper
- (Nagybánhegyes)
- Reformátuskovácsháza
- Mezőkovácsháza